# کوین کمبل (زاده ۱۹۷۰)
کوین کمبل (انگلیسی: Kevin Campbell؛ ۴ فوریهٔ ۱۹۷۰ – ۱۵ ژوئن ۲۰۲۴) بازیکن فوتبال در پست مهاجم اهل انگلستان بود.

## زندگی
کوین کمبل در ۴ فوریه ۱۹۷۰ در جنوب لندن و در خانواده‌ای با ریشه جامائیکایی زاده شد. او ششمین بچه از هفت فرزند خانواده بود.
استعداد کمبل در فوتبال مورد توجه چند باشگاه حرفه‌ای در لندن قرار گرفت و او سرانجام به آرسنال پیوست.کمبل پس از نخستین بازی‌ در ترکیب اصلی تیم در سال ۱۹۸۸ در طول هفت سال با آرسنال دو قهرمانی لیگ، یک قهرمانی جام حذفی، جام اتحادیه و جام برندگان اروپا را دست آورد. شادی‌های پس از گل و شخصیت اجتماعی‌ وی، او را یکی از محبوب‌ترین بازیکنان نزد هواداران تیم کرده بودند.
کمبل پس از آرسنال در سال ۱۹۹۵ به ناتینگهام فارست رفت. او و پیر فن هویدونک ترکیب قدرتمندی تشکیل دادند. پس از آن برای مدتی کوتاه به باشگاه فوتبال ترابزون‌اسپور ترکیه پیوست. اما رئیس باشگاه به وی توهین نژادپرستانه کرد. بنابراین هفت ماه بعد به اورتون پیوست و نخستین کاپیتان سیاه‌پوست اورتون شد. عملکرد او در این تیم موفق بود. او پس از بازی در وست‌بروم و کاردیف، در سال ۲۰۰۷ از فوتبال خداحافظی کرد و به کار کارشناسی فوتبال و رسانه پرداخت.

## فوتبال

### باشگاهی
از باشگاه‌هایی که در آن بازی کرده‌است می‌توان به آرسنال، باشگاه فوتبال لیتون اورینت، لستر سیتی، ناتینگهام فارست، ترابوزان‌اسپور، اورتون، وست‌بروم و کاردیف سیتی اشاره کرد.

### تیم ملی
کوین کمبل همچنین در تیم ملی فوتبال زیر ۲۱ سال انگلستان بازی کرده‌بود.

## شرکت موسیقی
کمبل یک شرکت ضبط موسیقی نیز راه‌اندازی کرد.

## بیماری و مرگ
در ژانویه ۲۰۲۴ وضعیت سلامت کوین کمبل رو به وخامت گذاشت. بعد از چند آزمایش، مشخص شد که به بیماری کمیاب آندوکاردیت عفونی (عفونت در دیواره داخلی قلب) مبتلا است. وی در ۱۵ ژوئن ۲۰۲۵ درگذشت.
پس از مرگ کمبل، سازمان خدمات بهداشت عمومی بریتانیا تحقیقاتی درباره کیفیت مراقبت از او پیش از مرگش انجام داد. در یک بررسی جداگانه دادگاه تحقیقات پزشکی قانونی در منچستر هم روی این موضوع متمرکز شد. این تحقیقات نشان داد که او به مرگ طبیعی درگذشته و فرصت‌ از دست رفته برای تشخیص صحیح بیماری هم نقش چندانی در مرگ او نداشته است.

## کنش خیریه
کمبل در زندگی خود فعالیت‌های خیریه بسیاری انجام داد. پس از درگذشت او، خانواده وی بنیادی به نام او تأسیس کردند که هدف آن، بهبود زندگی جوانان از طریق پشتیبانی مالی و اجرای پروژه‌ها و فعالیت‌های دیگر است. اندی کول و پل دیویس هر دو از سفیران این بنیاد هستند.